# Frente de Unidad Nacional Khmer
El Frente de Unidad Nacional Khmer (KNUF, en sus sigles en inglés), también conocido como el Movimiento de Liberación del Tigre, Movimiento Cabeza del Tigre o Frente de Liberación Nacional Khmer, es un grupo terrorista doméstico fundado en Camboya cuyo objetivo es desbancar la influencia vietnamita dentro del actual gobierno camboyano. El KNUF fue fundado por Sok Ek y recibe el apodo de "Tigre". Como los Combatientes por la Libertad de Camboya, el KNUF dice ser dependiente de ayuda económica extranjera. El grupo es culpado por dos ataques fallidos contra el gobierno actual de Camboya:
- El primero al Monumento de la Amistad Camboya-Vietnam el 29 de julio del 2007.[1]
- Y a la estación televisiva TV3, administrada por el Ministerio de Defensa el 2 de enero del 2009.[2]

## Miembros del KNUF y arrestos
El KNUF fue fundado en la Provincia de Mondulkiri y estaba compuesto de seis a nueve delincuentes armados. Cuatro de los miembros fueron recientemente arrestados y está aguardando prueba:
- Som Ek (conocido como Ti To), fundador del KNUF y anterior Khmer Personas  Nacionales Liberation miembro de Frente.[4] Tiene tanto la nacionalidad tailandesa como la camboyana
- Logra Samnang, exjefe de Policía del a provincia de Mondulkiri
- Lek Bunnhean
- Phy Savong

Otro miembro del KNUF fue arrestado a mediados de 2007 y está en una condena corta en la prisión Prey Sar
En 2012 fue fundado el Frente de Liberación Nacional Khmer, y las autoridades camboyanas dicen que este grupo está relacionado con el Movimiento de Liberación del Tigre (otro nombre dado al KNUF). El 23 de octubre del 2014, diez militantes fueron arrestados en Phnom Penh, acusadolos de ser miembros del grupo. Las diferentes organizaciones derechos humanos criticaron los arrestos llamándolos injustificados y que los detenidos probablemente no eran miembros de algún grupo paramilitar.El UNHCR condenó el uso de las fuerzas de seguridad para arrestar y arrestar críticos al gobierno, defensores de derechos humanos y otra clase de activistas. En febrero de 2015 la rama política del grupo intentó formar un gobierno en exilio en Dinamarca.
El fundador de la KNLF actual, Sam Serey, fue arrestado el 26 de abril de 2018 en Bangkok, tomado del gobierno de Camboya y considerado un terrorista además de investigar por un supuesto complot para realizar un ataque durante el Año Nuevo Khmer en 2016. Aproximadamente veinte seguidores del grupo fueron arrestados desde 2016. El 2 de octubre de 2018 ocho personas fueron detenidas por tráfico ilegal de armas de fuego, armas que serían utilizadas en un supuesto levantamiento armado. Las ocho personas fueron arrestadas en tres operaciones separadas en las provincias de Kampong Speu, Kampot y Pursat. El 31 de marzo de 2020 un total de 14 militantes fueron condenados a entre dos y nueve años de prisión por formar parte de organizaciones armadas.

## Opinión pública
El gobernador provincial de Mondulkiri, Lay Sokha, y las Fuerzas Armadas Reales de Camboya denuncian a la KNUF y actualmente están buscando a sus miembros. La organización de derechos humanos ADHOC, por otro lado, solo ha oído hablar de los criminales sin ninguna referencia al "Tigre". El representante camboyano Yim Sovann descarta la existencia de la KNUF como "ridícula", y simplemente una técnica del gobierno para asustar a la opinión pública.
Desde diciembre de 2018 la agrupación ha buscado legitimarse como partido político, inscribiéndose en el padrón electoral, medida que ha sido bien recibida por el actual gobierno, y darle luz verde a su registro. Con este registro, los miembros actuales esperan que los presos actuales de KNUF tengan un proceso de amnistía o sentencias más cortas. Pero algunos miembros más radicales ven como un proceso de sometimiento, que el grupo abandone la "campaña armada", y el gobierno. El gobierno rechazó una solicitud del líder del KNLF, Sam Serey, para que se le permitiera formar un partido político legítimo y regresar a Camboya para participar en la política.